# Mount Cummings, Antarktis
Mount Cummings är ett berg i Antarktis. Det ligger i Västantarktis. Argentina, Chile och Storbritannien gör anspråk på området. Toppen på Mount Cummings är 478 meter över havet, eller 19 meter över den omgivande terrängen. Bredden vid basen är 2,3 km.
Terrängen runt Mount Cummings är kuperad åt sydväst, men åt nordost är den platt. Trakten är obefolkad. Det finns inga samhällen i närheten.